# Глонти, Тевдоре Зурабович
Тевдоре (Тедо) Зурабович Глонти (груз. თევდორე (თედო) ზურაბის ძე ღლონტი; 10 апреля 1888, Ланчхути, Гурия — 11 июля 1937, Тбилиси) — советский и грузинский политик, общественный и политический деятель, публицист, экономист, ректор Тбилисского государственного университета (1926—1928).

## Краткая биография
С 1912 года Тевдори состоял в партии социалистов-федералистов Грузии, вскоре став одним из её лидеров. В 1915—1916 годах руководил левым крылом партии.
Член Национального собрания (1917) и Учредительного Собрания (1919) Грузии.
В 1919 году Глонти основал газету «Звирти». В 1919—1921 года работал редактором в газете «Сахалхо Пурцели».
С 1921 года являлся членом центрального исполнительного комитета Грузии и Закавказья. С 1924 года член Компартии.
С 1925 года был представителем ЗСФСР в Москве. В сентябре 1926 года сменил Ивана Джавахишвили на посту ректора Тбилисского государственного университета, где проработал до сентября 1928 года.
С 1929 года являлся постоянным представителем ЗСФСР в Госкомсовете СССР. Затем работал в Берлине членом правления общества по экспорту марганца. С 1930 года член правления Цекавшири — Центрального союза потребительской кооперации Грузии, затем занимал пост наркома коммунального хозяйства ЗСФСР.
В 1933—1936 годах работал директором Коммунального банка Грузии, а затем наркомом финансов Грузии. Последнее место работы заведующий планово-финансовым отделом Наркомпищепрома Грузии.
Является автором нескольких книг, в том числе труда «Меньшевистская и Советская Грузия» (Тбилиси, 1926 г.).
В 1937 был арестован НКВД СССР по обвинению в троцкистской деятельности и расстрелян как враг народа и изменник родины.